# Olympische Sommerspiele 1972/Teilnehmer (Togo)
| Gelbes Symbol für Goldmedaillen mit stilisierten Olympischen Ringen | Graues Symbol für Silbermedaillen mit stilisierten Olympischen Ringen | Braundes Symbol für Bronzemedaillen mit stilisierten Olympischen Ringen |
| ------------------------------------------------------------------- | --------------------------------------------------------------------- | ----------------------------------------------------------------------- |
| —                                                                   | —                                                                     | —                                                                       |

Togo nahm bei den Olympischen Sommerspielen 1972 in München zum ersten Mal an Olympischen Spielen teil. Bei seinem Debüt wurde das Land durch sieben Sportler vertreten.

## Teilnehmer nach Sportarten

### Boxen
- Guy Segbaya
Federgewicht: 17. Platz
- Komlan Kalipe
Weltergewicht: 33. Platz

### Leichtathletik
- Martin Adouna
Männer, Weitsprung: ausgeschieden in der Qualifikation
- Roger Kangni
Männer, 800 Meter: ausgeschieden im Vorlauf

### Radsport
- Gbedikpe Emmanuel Amouzou
Straßenrennen: ausgeschieden
- Charles Leodo
Straßenrennen: ausgeschieden
- Tompson Mensah
Straßenrennen: ausgeschieden